# Comuna de Jasień
Jasień (polaco: Gmina Jasień) é uma gminy (comuna) na Polónia, na voivodia da Lubúsquia e no condado de Żarski. A sede do condado é a cidade de Jasień.
De acordo com os censos de 2004, a comuna tem 7361 habitantes, com uma densidade 58 hab/km².

## Área
Estende-se por uma área de 127,02 km², incluindo:
- área agricola: 39%
- área florestal: 52%

## Demografia
Dados de 30 de Junho 2004:
|                      | Total   | Total | Mulheres | Mulheres | Homens  | Homens |
| -------------------- | ------- | ----- | -------- | -------- | ------- | ------ |
|                      | pessoas | %     | pessoas  | %        | pessoas | %      |
| População            | 7361    | 100   | 3703     | 50,3     | 3658    | 49,7   |
| Densidade (pop./km²) | 58      | 100   | 29,2     | 29,2     | 28,8    | 28,8   |

De acordo com dados de 2002, o rendimento médio per capita ascendia a 1200,11 zł.

## Comunas vizinhas
- Lipinki Łużyckie, Lubsko, Nowogród Bobrzański, Tuplice, Żary